# 양자리 엡실론
양자리 엡실론 (ε Ari, ε Arietis)은 북반구의 대표적인 별자리, 양자리에 있는 항성계이다. 이 항성계는 쌍성계이며, 각각의 항성 구성원의 겉보기 등급의 합은 약 4.63 등급이며 육안으로 볼 수는 있지만 두 구성 항성 각각이 서로가 너무 가까워서 망원경 없이는 분리하여 관측, 확인이 불가능 하다. 약 9.81 연주 시차를 이용하여, 지구로부터 이 항성계까지의 거리는 오차범위를 감안하여 330 광년 (100 pc) 으로 추산이 가능하다. 그것은 어두운 암흑 성운인 MBM12 뒤에 위치해 있다.

## 특성
이 쌍의 더 밝은 별인 주성, 양자리 엡실론 A는 5.2 등급 정도의 겉보기 등급을 가지고 있다. 209.2° ± 0.3° 의 위치 각도를 따라 반성, 양자리 엡실론 B는 주성으로로부터 1.426 ± 0.010 의 각거리 정도 떨어져 있으며, 이 측면에서 양자리 엡실론 B의 겉보기 등급은 약 5.5등급이다. 주성과 반성은 둘 다 분광형 A2Vs의 A형 주계열성이다. 항성분류 V의 뒤에 붙어있는 접미사 's'는 스펙트럼의 흡수선이 다른 일반적인 A형 주계열성에 비해 좁다는 것을 나타낸다. 2009년 Ap, HgMn 및 Am 별 목록에서 두 별은 각각 A3 Ti로 분류되어 티타늄이 비정상적으로 풍부한 Ap형 별임을 나타낸다. 측정 오차 범위 내에서 예상 항성 자전 속도는 두 별 모두 60km/s 정도인 것으로 간주된다.

## 명명
이 항성계는 양자리 델타, 양자리 제타, 양자리 파이 및 양자리 ρ3은 모두 아랍의 별자리 Al Bīrūnī 의 Al Buṭain ( ألبطين ), Al Baṭn, the Belly의 속하는 항성들 이었다. Technical Memorandum 33-507 - A Reduced Star Catalog Containing 537 Named Stars 라고 발간된 이 항성 목록에 따르면 Al Buṭain은 5개의 별로 묶어진 항성군의 이름이었다. 보테인이라 불리는 별은 양자리 델타, Al Buṭain I은 양자리 파이와 같은 방식으로 이름이 붙여져 있다.
중국 천문학에서 양자리 엡실론은 Tso Kang, 광동어인 左更에서 유래된 이름이다.